# Warren Buffett
Warren Edward Buffett (* 30. srpna 1930 Omaha, Nebraska) je americký miliardář, investor, obchodník a filantrop přezdívaný Věštec z Omahy či Zázrak z Omahy. V roce 2007 jej časopis Time uvedl na seznamu 100 nejvlivnějších lidí světa. V roce 2008 byl podle žebříčku, který sestavuje časopis Forbes, nejbohatším člověkem na světě. V roce 2014 mu jeho majetek zajistil 2. místo mezi nejbohatšími lidmi světa. Převážnou část svého jmění získal z investic, které uskutečnil prostřednictvím holdingové společnosti Berkshire Hathaway, ve které je největší akcionář a CEO. Jeho majetek je odhadován na hodnotu asi 150 miliard dolarů (3,6 bilionu korun, 2024).
Po své smrti plánuje přenechat 99,5 % svého majetku charitativnímu fondu, který budou spravovat jeho děti. Do deseti let poté ho mají celý rozdat.

## Životopis
Narodil se 30. srpna 1930 v americkém státě Nebraska, je znám pod přezdívkou Věštec z Omahy podle města svého původu. Věštec proto, že ve svých investičních a obchodních aktivitách byl přesný, často dokázal předpovídat směr trhu i nové trendy a také proto, že se snad za celý jeho život nenašlo žádné obvinění ze zpronevěry, insider tradingu a podobných nekalých praktik. V roce 2013 ovládal více než 62 miliard dolarů pomocí své investiční firmy Berkshire Hathaway, přesto žil velmi střídmým životem.
S obchodem začal na konci 30. let 20. století, když se americká ekonomika začala dostávat z Velké hospodářské krize. Jako syn burzovního makléře a později dokonce amerického kongresmana měl již od útlého dětství obchodní nadání. Ve věku šesti let začal prodávat plechovky s Coca Colou. Ve městě nakoupil balení šesti plechovek za 25 centů a pak je rozvážel po okolí a prodával každou plechovku za 5 centů za kus, zisk tedy téměř 20 %. Tento obchodní model pak aplikoval ve velkém světě financí, když mu bylo 11 let a koupil si své první tři akcie. Tenkrát šlo o společnost Cities Services, jejíž akcie se obchodovaly za 38 dolarů. Akcie nejdříve klesly, ale poté je prodal, když vystoupaly na 40 dolarů. Dostal tak svou první tvrdou lekci, protože akcie hned poté raketově vylétly na 200 dolarů. Zjistil, že hodnota akcie nemusí reflektovat pravou cenu společnosti. K obchodnímu nadání mu také dopomohl Benjamin Graham, autor nadčasové knihy Inteligentní investor, který tehdy ve Washingtonu pořádal investiční semináře.
Ve svých 14 letech objevil obchod s nemovitostmi, když si za více než tisíc dolarů koupil několik hektarů zemědělské půdy v rodné Nebrasce, aby ji následně pronajal místním farmářům. Začal s roznáškou novin, kde měl brzy na povel přes 50 pracovníků. Se svým kamarádem umisťovali herní automaty po barech a hernách, na což si už založili vlastní firmu. V 17 letech se dostal na univerzitu v Pensylvánii, potom přestoupil na Nebraskou univerzitu. Ani tu však nedokončil, zato nástup do Columbia Business School v New Yorku pro něj znamenal obrat v chápání burzy a investování do akcií. Oboje totiž vyučoval Benjamin Graham, tehdejší velmi úspěšný manažer akciového fondu. Naučil ho oceňovat majetek, akcie a především hledat podhodnocené firmy, které mají velký potenciál k růstu. Následně tyto teorie začal převádět do praxe, když pro Grahama pracoval jako analytik.
Svoji vlastní investiční kariéru nastartoval založením firmy Buffett Partnership. Na rozdíl od všech jiných brokerů fungoval tak, že si provize nebral z objemu zobchodovaných akcií, ale pouze ze zisku. Zisk vykazoval téměř stále. Dokázal odhadnout budoucí vývoj trhu a nacházet podhodnocené firmy s velkým potenciálem. Příkladem jeho strategie je společnost American Express, která podle Wall Streetu měla jít ke dnu. Všiml si ale, že lidé stále platí kreditními kartami této firmy, bez ohledu na pokles hodnoty akcií. Nakoupil proto 5 % akcií, které se mu v následujících letech zhodnotily téměř o 400 procent. Jeho cílem bylo vždy o 10 % vyšší zhodnocení, než jaké udělal Dow Jonesův index, průměrně však dosahoval trojnásobku tohoto cíle.
Zlomový rok byl 1962, kdy začal investovat do tehdejší textilní firmy Berkshire Hathaway. Následně nad ní v roce 1965 převzal kontrolu a přebudoval k obrazu svému. Vytvořil z ní investiční kapitálovou společnost, jejíž akcie od té doby vystoupaly z nuly až na 150 tisíc dolarů za jedinou akcii. V době největší proslulosti se akcie této společnosti kupovaly jen jako exkluzivní vstupenka na valnou hromadu akcionářů, kde každoročně přednášel a představoval hospodářské výsledky firmy. Na těchto veřejných hospodářských výsledcích před investory i ostatními nic netají. Řekne, co udělal, jak to udělal, kolik na tom vydělal a to vše prokládá suchým humorem a citacemi z Bible na cca 50-70 stranách.
Na investiční konferenci společnosti Berkshire Hathaway dne 3. května 2025 požádal Warren Buffett představenstvo, aby jmenovalo Grega Abela jeho nástupcem na pozici generálního ředitele společnosti do konce roku.

## Osobní život
I přes své velké bohatství je známý neokázalým a střídmým životním stylem. Je ženatý, má tři děti (Howard, Peter a Susan) a jeho největší radostí je filantropie – většina jeho majetku je určena pro Nadaci Billa a Melindy Gatesových, která se zaměřuje na boj s AIDS i dalšími nemocemi a spravuje ji Bill Gates se svojí bývalou ženou, a jeho vlastní dobročinnou organizaci Buffett Foundation. Na večeře chodí do restaurace ve své ulici. Jeho oblíbené pití je Coca Cola s příchutí Cherry. Bydlí stále v témže domě v Nebrasce za 30 tisíc dolarů. Více než jeho investice ho proslavila jeho motta, jako jsou: „Warren Buffett čte názory analytiků, jenom když v novinách nejsou žádné jiné vtipy“ nebo „Můžu mít všechno, co chci, ale nemusím to mít dvakrát, nemusím to mít dvakrát větší a nemusím to mít dvakrát dražší, než je nutné“.
Po své smrti plánuje přenechat 99,5 % svého majetku charitativnímu fondu, který budou spravovat jeho děti. Do deseti let poté ho mají celý rozdat. Svým dětem již Buffett rozdal miliony dolarů. Věří však tomu, že „velmi bohatí rodiče by měli zanechat svým dětem tolik, aby mohly dělat cokoli, ale ne tolik, aby nemusely dělat nic”.